# Dangu
Dangu ist eine französische Gemeinde mit 542 Einwohnern (Stand 1. Januar 2022) im Département Eure in der Region Normandie.

## Geografie
Der Ort liegt am Ostrand von Eure, 6,6 Kilometer südwestlich von Gisors und 24 Kilometer nordöstlich von Vernon am orografisch rechten Ufer des Flusses Epte.

## Geschichte
Seit der Zeit der normannischen Invasion war Dangu ein strategischer Ort, von dem aus das Tal der Epte beherrscht werden konnte. Wilhelm der Eroberer (1027/28–1087) unterhielt hier einen Vorposten auf einer Motte mit einer Garnison, die von Guillaume I. du Bec-Crespin befehligt wurde. Die Motte wurde 1118 niedergebrannt und danach wiederholt zerstört und wiederaufgebaut. Jacques II. de Bourbon, comte de La Marche (1370–1438), ließ eine neue Burg erbauen und die Motte wurde verlassen. Später gelangte die Ortschaft in den Besitz der Familie Montmorency. Der letzte Seigneur von Dangu vor der Französischen Revolution (1789–1799) war Louis Auguste Le Tonnelier de Breteuil (1730–1807).
| Jahr      | 1793 | 1836 | 1936 | 1975 | 1990 | 2007 | 2016 |
| --------- | ---- | ---- | ---- | ---- | ---- | ---- | ---- |
| Einwohner | 528  | 653  | 368  | 519  | 610  | 576  | 579  |

## Sehenswürdigkeiten
Der Ortskern ist als Site Inscrit (Kulturdenkmal) klassifiziert.
Die Kirche Saint-Jean-Baptiste in Dangu wurde im 12. Jahrhundert erbaut. Die Mauern des Kirchenschiffs sind erhalten geblieben. Die Turmspitze wurde im 16. Jahrhundert erneuert. Die Kirchenfenster sind auf 1589 datiert. Die Kirche wurde 1913 als Monument historique (historisches Denkmal) klassifiziert. Bei Renovierungsarbeiten entdeckte man in der Kirche hinter einer Holzvertäfelung eine Litre funéraire (Trauerband) mit drei Wappen. Zwei der Wappen sind gut erhalten, ihre Wappenschilde sind quadratisch und tragen die Rangkrone eines Marquis. Sie gehören zur Familie Jubert de Bouville. Das dritte Wappen ist schlechter erhalten, es ist aber erkennbar, dass es François-Henri de Montmorency-Luxembourg (1628–1695) gehörte, der Dangu in der zweiten Hälfte des 17. Jahrhunderts besaß.
Das neoklassizistische ancien Château de Montretout (auch: Nouveau Château), das im 18. Jahrhundert in Saint-Cloud erbaut worden war, brannte im Verlauf der Belagerung von Paris (1870–1871) nieder. 1876 wurde das Schloss restauriert. 1884 erwarb der duc Pozzo di Borgo Dangu, wo es Reste einer mittelalterlichen Burg namens Ancien Château (alte Burg) gab. Von 1896 bis 1899 transferierte er die Reste seines Schlosses Montretout nach Dangu. Die Reste wurden zusammengebaut und Nouveau Château (neues Schloss) genannt. Der Gartengestalter Achille Duchêne (1866–1947) entwarf den Park des Schlosses. Es ist seit 2005 in das Zusatzverzeichnis der Monuments historiques eingetragen.

## Wirtschaft
Im 19. Jahrhundert gab es in Dangu eine Zinkgießerei der Firma Vieille Montagne, eine Getreidemühle und zwei Ziegeleien. Es wurden außerdem Handschuhe, Spitze und Tapisserien hergestellt.
Frédéric de Lagrange (1815–1883) gründete 1857 das Gestüt Haras de Dangu. Das Gestüt galt im 19. Jahrhundert als eines der besten Gestüte Frankreichs. Zu seinen erfolgreichsten Pferden gehörte Rayon d’Or („Goldener Lichtstrahl“).
Inzwischen hat der Tourismus an Bedeutung gewonnen, es gibt mehrere chambre d’hôtes und einen Campingplatz.
Auf dem Gemeindegebiet gelten geschützte geographische Angaben (IGP) für Schweinefleisch (Porc de Normandie), Geflügel (Volailles de Normandie) und Cidre (Cidre de Normandie und Cidre normand).